# Заозёрная (станция)
Заозёрная — станция Красноярского региона Красноярской железной дороги на Транссибирской магистрали (4264 километр).
Расположена в городе Заозёрном, административном центре Рыбинского района Красноярского края.

## История
Основана в 1899 года. Сегодня станция носит статус грузовой, она оснащена современным оборудованием и системой слежения за поездами, способна принимать поезда всех типов. На территории станции располагаются складские помещения, стояночные пути, погрузочные платформы; вокзальное помещение с комнатами ожидания и камерами хранения. Также на станции выполняются следующие коммерческие oперации: прием и выдача пассажирского багажа; прием и выдача повагонных и мелких отправок; продажа пассажирских билетов. Поезда дальнего следования проходят обязательный технический осмотр во время стоянок, которые длятся всего 5-8 минут.

## Фотографии

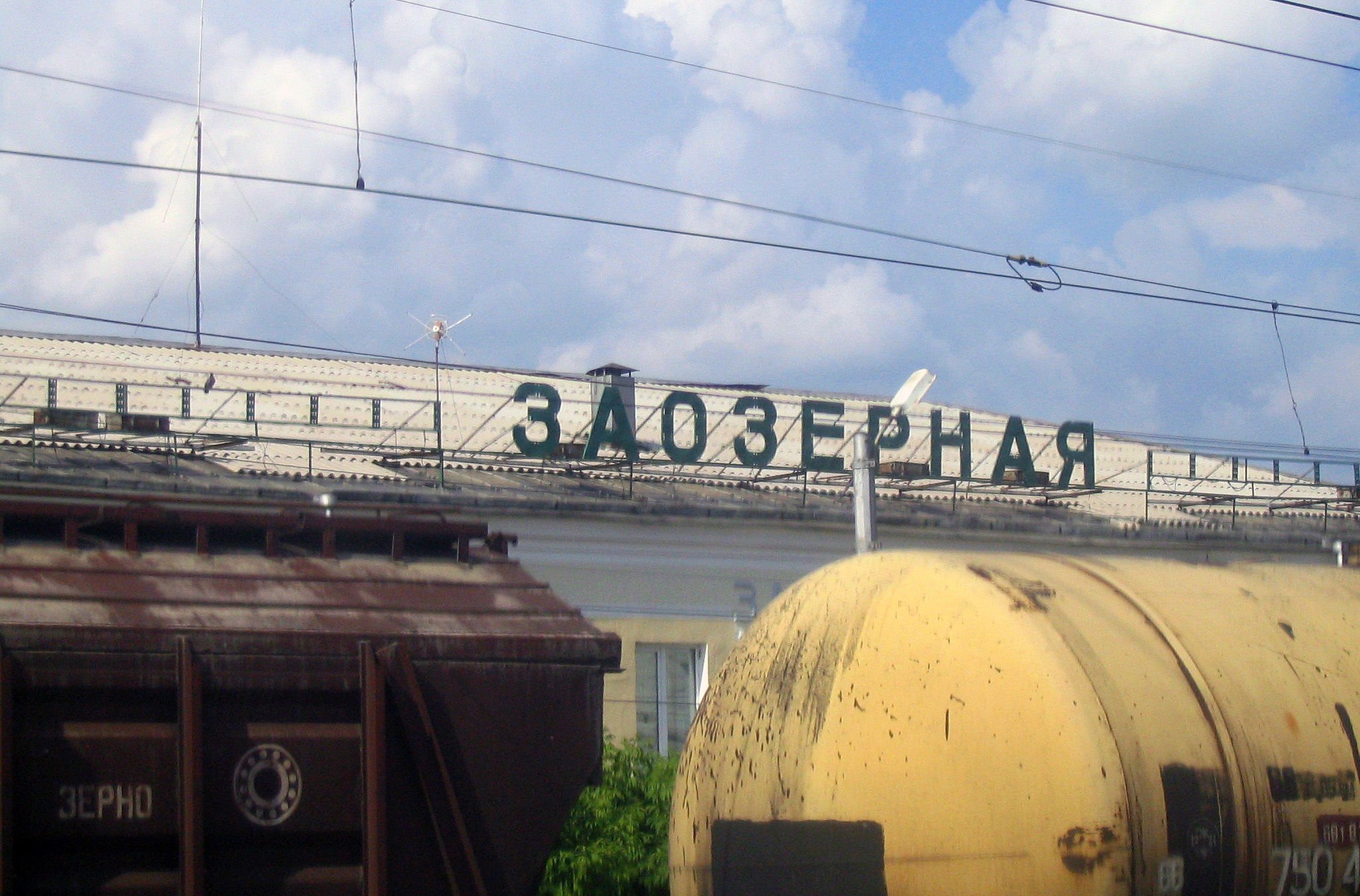
Станция Заозёрная
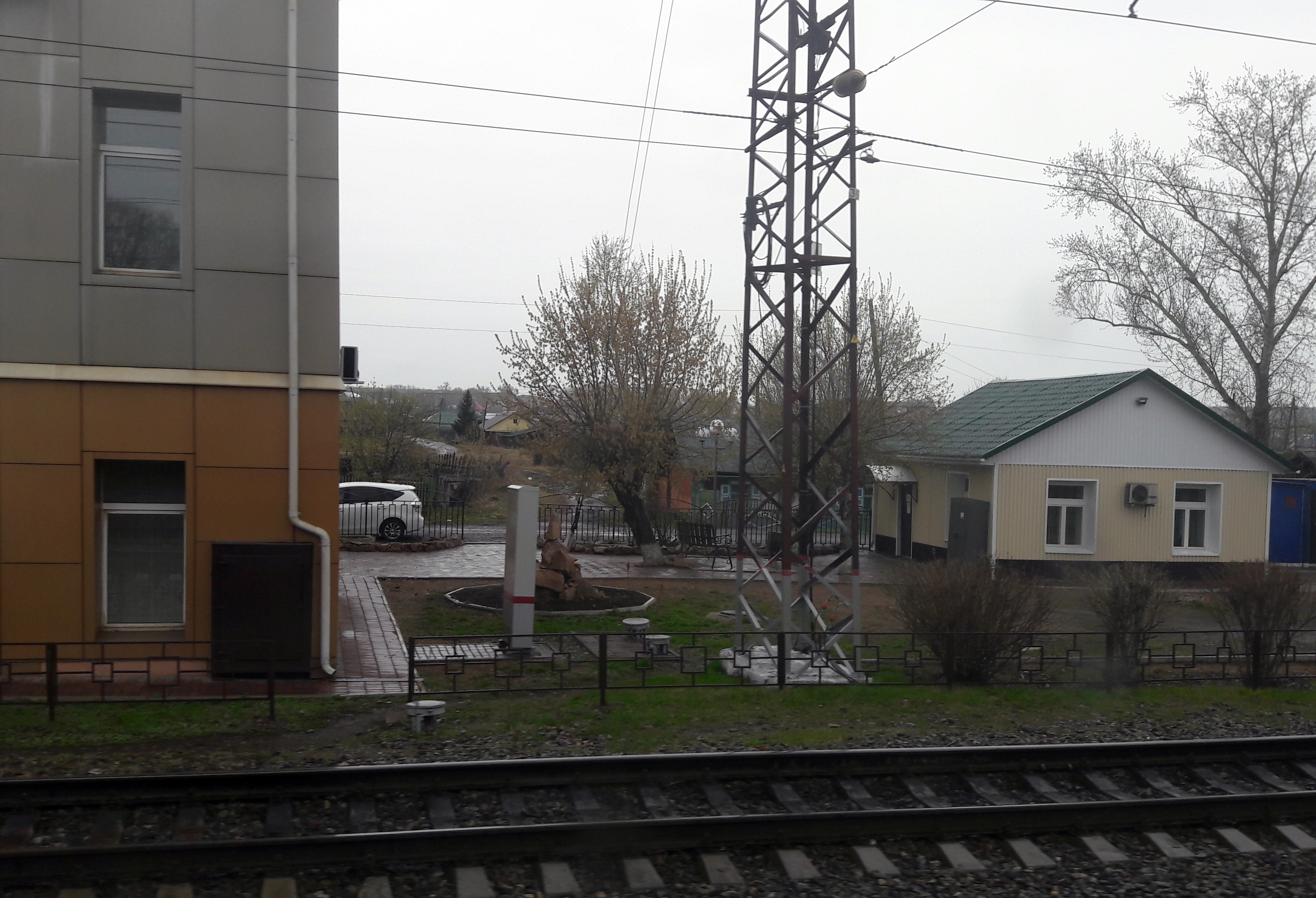
Станция Заозёрная